# Болеслав Броніслав Дух
Болеслав Броніслав Дух  (нар. 15 листопада 1896 р. в м. Борщів, (Тернопільська область,)- помер 9 жовтня 1980 року в м. Лондон, Англія) — генерал-дивізії Польської армії.

## Життєпис

### Молодість
Закінчив середню школу в Самборі (Львівська область). в 1914 р.
Брав участь у польському русі скаутів, організації «Зажев'я» та польових військах «Соколи»
У серпні 1914 року — вступив до Східного легіону, а після його розформування — до 3-го піхотного полку 2-ї бригади легіонів. З цим полком воював на Буковині.
У ніч з 15 на 16 лютого 1918 року брав участь у битві під Раранчою, де 2-га бригада легіонів під командуванням полковника Юзефа Галлера прорвала російсько-австрійський фронт.
Воював у складі 2-го Польського корпусу в Росії під командуванням полковника Юзефа Галлера.
11 травня 1918 року брав участь у битві під Канєвом, де 2-й Польський корпус був оточений німцями та змушений здатися Він уникнув полону та пробрався до 1-го Польського корпусу в Росії під командуванням генерала Юзефа Довбор-Мусніцького.
Після капітуляції 21 травня 1918 року вирушив до Мурманська.
З грудня 1918 року, під час Громадянської війни в Росії, спочатку командував 1-ю ротою Польського незалежного Мурманського загону у складі інтервенційних британських військ, що боролися проти Червоної Армії.
У серпні 1919 року, після виведення британських військ, вирушив з Польським незалежним Мурманським загоном до Великої Британії, де в листопаді 1919 року став його командиром.

### Міжвоєнний період
У грудні 1919 року повернувся до Польщі з усім своїм підрозділом. Призначений командиром окремого Мурманського батальйону 64-го піхотного полку, пізніше перейменованого на 3-й батальйон 64-го піхотного полку.
З липня 1920 року, брав участь у польсько-радянській війні. 
Закінчив курс командирів батальйонів та курс у Центральній стрілецькій школі в м. Торунь.
У лютому 1925 року призначено з 64-го піхотного полку до Кадетського корпусу № 2 у м. Модлін на посаду командира кадетської роти (у званні майора) .
Працював у 3-му відділі Генерального штабу Польської армії.
У 1926—1929 р. призначений командиром батальйону в Кадетській школі унтер-офіцерів у Бидгощі.
У 1929—1931 роках навчався у Військовій академії. Після закінчення навчання було призначено заступником командира 60-го піхотного полку в Оструві Великопольському.
У 1935 році признвчений командиром 73-го піхотного полку в Катовіце.
З 1938—1939 р. директор науки в Навчальному центрі піхоти в Рембертові 

### Друга світова війна
У вересні 1939 року його було призначено командиром дивізійної піхоти 39-ї резервної піхотної дивізії.  39-та піхотна дивізія увійшла до складу «Люблінської» армії та капітулювала 26 вересня 1939 року разом з рештою підрозділів. Дух, однак, уникнув полону та дістався Франції .
У січні 1940 року прийняв командування 1-ю гренадерською дивізією від генерала Станіслава Мачека.
18 травня 1940 року 1-шу гренадерську дивізію було відправлено на фронт у розпорядження 2-ї французької групи армій, яка увійшла до складу XX корпусу.
21 червня 1940 року, після початку маршалом Філіпом Петеном переговорів про перемир'я з німцями, генерал Дух наказав 1-й гренадерській дивізії розформувати її та невеликими групами тікати до Великої Британії.
У липні 1940 року перебрався до Великої Британії.
З серпня 1940 року по березень 1941 року — другий генерал за наказом Головнокомандувача.
У квітні 1941 року, генерал Владислав Сікорський призначив його головою Польської військової місії в Канаді, і він вирушив до Канади, де організував вербовий (рекрутів) центр для Польської армії .
З квітня 1942 р. — до липня 1943 року повернувся до Великої Британії та був призначений командиром 1-ї стрілецької бригади 1-го Польського корпусу в Шотландії.
У липні 1943 року — направлено до Палестини, де 6 серпня 1943 року прийняв командування 3-ю Карпатською стрілецькою дивізією [  Він командував 3-ю Карпатською стрілецькою дивізією під час італійської кампанії II польського корпусу до закінчення боїв 21 квітня 1945 року. 

### Останні роки
Після війни він продовжував командувати 3-ю Карпатською стрілецькою дивізією, яка входила до складу Польського переселенського та розселенського корпусу.
У 1947 році — демобілізований і переведений до Лондона.
Використовуючи власні заощадження, він купив будинок для здачі в оренду, виконуючи обов'язки його адміністратора та доглядача, що дозволяло йому заробляти на життя.
27 травня 1978 року вибрали головою Військової суддівської комісії.
19 лютого 1980 року — президент Республіки Польща Едвард Бернард Рачинський призначив його Генеральним інспектором Збройних сил .
Помер 9 жовтня 1980 року в Лондоні. Поховано на польському військовому кладовищі в Монте-Кассіно .
Був одружений із Зофією Лісевич.

## Вшанування
У 1990 році було викарбувано медаль із зображенням Броніслава Духа та написом «Битва під Лагардом 1940—1990», випущену Державним монетним двором за дизайном Єви Тиц-Карпіньської.
14 травня 2007 року Люблінська міська рада на прохання групи радників від партії «ПіС» ухвалила постанову № 113/IX/2007 про зміну назви вулиці на «Генерала Броніслава Духа».

## Звання
- Мол. лейтенант –1 лютого 1918 р.
- Лейтенант — 1919
- Капітан — 1 червня 1919 року
- Майор — 1 грудня 1924 року
- Підполковник — 24 грудня 1929 року
- Полковник — 1938
- Генерал бригади — 3 травня 1940 року
- Генерал- дивізії — 1 червня 1945 року

## Ордени та нагороди
- Лицарський хрест ордену Virtuti Militari (1944)[12]
- Золотий хрест ордена Virtuti Militari (1940)[13]
- Срібний хрест Військового ордену Віртуті Мілітарі (1922)
- Командорський хрест із зіркою Ордена Відродження Польщі (2 квітня 1979 р.)[14]
- Хрест Незалежності (2 серпня 1931 р.)[15]
- Офіцерський хрест Ордена Відродження Польщі
- Лицарський хрест Ордена Відродження Польщі (11 листопада 1937 р.)[16]
- Хрест Доблесті (вісім разів)[17]
- Золотий Хрест Заслуги з мечами
- Золотий Хрест Заслуги (19 березня 1935 р.)[18][19]
- Військовий хрест (Франція)
- Медаль Перемоги «Médaille Interalliée» (дозвіл глави держави у 1921 році)
- Військовий хрест (Велика Британія)
- Військовий хрест за військову доблесть (Італія)

- Командор Ордена Почесного легіону (Третя Французька Республіка, нагороджений 28 квітня 1973 року)[20]
- Срібна медаль за відвагу (Австро-Угорщина, 1917)[21]